# 聖約翰教堂 (呂訥堡)
聖約翰教堂（德語：Johanniskirche）是德國城市呂訥堡的一座信義宗的教堂，也是該市歷史最古老的教堂，位於市中心。聖約翰教堂地處歐洲磚塊哥特式之路上，是一座磚塊哥特式建築的代表作。教堂奉獻給施洗約翰。這座教堂修建於1300年至1370年之間，並在1420年進行修繕。教堂的尖塔高達108米，是下薩克森州最高的教堂尖塔。

## 外部連結
- （德文） Parish website （页面存档备份，存于）

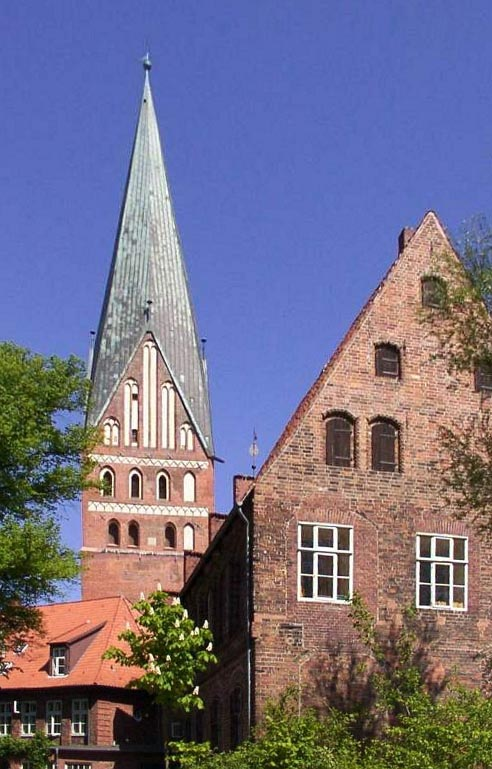
聖約翰教堂

- （德文） Further history of the Johanniskirche organ （页面存档备份，存于）
- （德文） City of Lüneburg: Skt. Johanniskirche （页面存档备份，存于）